# Войны хаоса и порядка Онлайн
| Сводный рейтинг     | Сводный рейтинг |
| Агрегатор           | Оценка          |
| ------------------- | --------------- |
| Metacritic          | 82/100          |
| Иноязычные издания  |                 |
| Издание             | Оценка          |
| CD-Action           | 9/10            |
| AppGamer            | 100             |
| Gamereactor Denmark | 90              |
| SpazioGames.it      | 8,7             |
| Saggiamente.com     | 4,5/5           |

Войны хаоса и порядка Онлайн (англ. Order & Chaos Online) — бесплатная ММОРПГ видеоигра, разработанная компанией Gameloft для Microsoft Windows, Windows Phone, iOS, и Android устройства. Игра впервые была опубликована на iOS 27 апреля 2011, на Android — 27 июня 2012, а для Windows 8.1 и Windows Phone — 10 июля 2013. Следующая часть Order & Chaos 2: Redemption вышла осенью 2015. Игра сильно вдохновлена World of Warcraft. Эта игра была окончательно закрыта компанией Gameloft 16 февраля 2023 года на всех платформах.

## История
Премьера состоялась в Канаде 4 октября 2010, а первая версия игры выпущена 27 апреля 2011 с первоначальной ценой 5,49€. В первые 20 дней, компания Gameloft заработала 1 млн долларов. Была доступна по подписке. Загрузка игры с 6 августа 2014 стала окончательно бесплатной. А вместо подписки ввели особую валюту — руны, которые до некоторого времени можно было получить только покупкой за реальные деньги.

## Критика
Игра получила в целом положительные отзывы на сайте Metacritic.

## Системные требования
- iOS 7.1.2 или более поздняя (Совместим с iPhone, iPad, iPod)
- Android 3.0 или более поздняя
- Windows 10, Windows 8.1, Windows 10 Mobile, Windows Phone 8 и 8.1:
  - архитектура — ARM, x86, x64.
  - Процессор с тактовой частотой 1 ГГц;
  - 500 МБ ОЗУ.